# Réserve naturelle du delta de la Dokka
La réserve naturelle du delta de la Dokka est une réserve naturelle située dans les communes de  Nordre Land et Sondre Land, Innlandet. La réserve naturelle est située près de la rivière Dokka qui se jette dans le lac Randsfjorden. La réserve a depuis 2002, le statut de site ramsar, en raison de son importance pour les oiseaux migrateurs.

## Géographie
La plupart de la zone protégée est aquatique, mais la protection vaut aussi pour les plages, les îles et les rives du delta.
La réserve a été créée en 1990 pour assurer la sauvegarde d'un espace de repos pour les oiseaux migrateurs au printemps et à l'automne. Parmi ces oiseaux on compte cygne, oie des moissons, canard pilet, harle piette, busard saint-Martin et bécassine double. La région est également zone de nidification pour plusieurs types d'échassiers. Le plus courant étant la sarcelle d'hiver. Le delta de la Dokka est le deuxième plus grand delta intérieure dans le sud-est de la Norvège après celui de la  réserve naturelle de Nordre Øyeren.
Les dépôts laissés par les cours d'eau, Dokka et Etna ont formé un delta avec une topographie de zone humide variée. On trouve de grandes zones d'eau souterraine, une variété de petites et grandes îles, des canaux, des marécages, des prairies de plage et des vasières.
Le centre national des zones humides du delta de la Dokka a créé une maison de la nature en lien avec la réserve à Odnes.

## Faune
Un total de 223 espèces d'oiseaux ont été observées dans la réserve au 1er décembre 2011. Ce sont principalement des oiseaux migrateurs que l'on retrouve au printemps mais aussi en automne. Le delta est l'une des plus importantes aire de repos sur la route migratoire de l'est de la Norvège. La réserve est un lieu important de migration à la fois pour les oiseaux des montagnes et pour les espèces qui nichent en Arctique.
Plusieurs espèces sont présentes en grand nombre dans la réserve au moment de la migration printanière, mais les concentrations varient d'une année sur l'autre en fonction de la fonte des neiges ou du niveau d'eau. Les espèces que l'on observe le plus régulièrement à ce moment de l'année sont :  grèbe huppé (max. 48 ind. 24.05.05), d'oies à bec court (max. 1.200 ind. 15.04.04), sarcelle d'hiver (max.1.200 ind. 30.04.03), fuligule morillon (max. 460 ind. 03.05.98), grue cendrée (max. 205 ind. 17.04.04), pluvier doré (max.1.000 ind. 4.05.03) et chevalier aboyeur (max.160 ind. 09.05.01).
La migration printanière est également la période où l'on peut rencontrer des espèces plus rares (entre parenthèses statut en Norvège) : grèbe à cou noir, canard mandarin, sarcelle à ailes vertes, râle d'eau (vulnérable), bécasseau falcinelle, huppe fasciée, cochevis huppé (considérée comme disparue) et rougequeue noir (vulnérable). Un total de 54 espèces de  la lite rouge des espèces en Norvège ont été détectées dans la réserve. La plupart de ces espèces utilisent le delta trekksammenheng, mais plusieurs sont également liées à l'espace dans la saison d'été, soit comme un lieu de nidification, ou zone de chasse.

## Disponibilité
Il y a deux tours d'observation dans la région. L'une à Våten et l'autre à Fugletårnet dans la localité d'Odnes.